# Desmidium gymnozygoforme
Desmidium gymnozygoforme là một loài Song tinh tảo trong họ Desmidiaceae, thuộc chi Desmidium.